# Marine Biological Laboratory

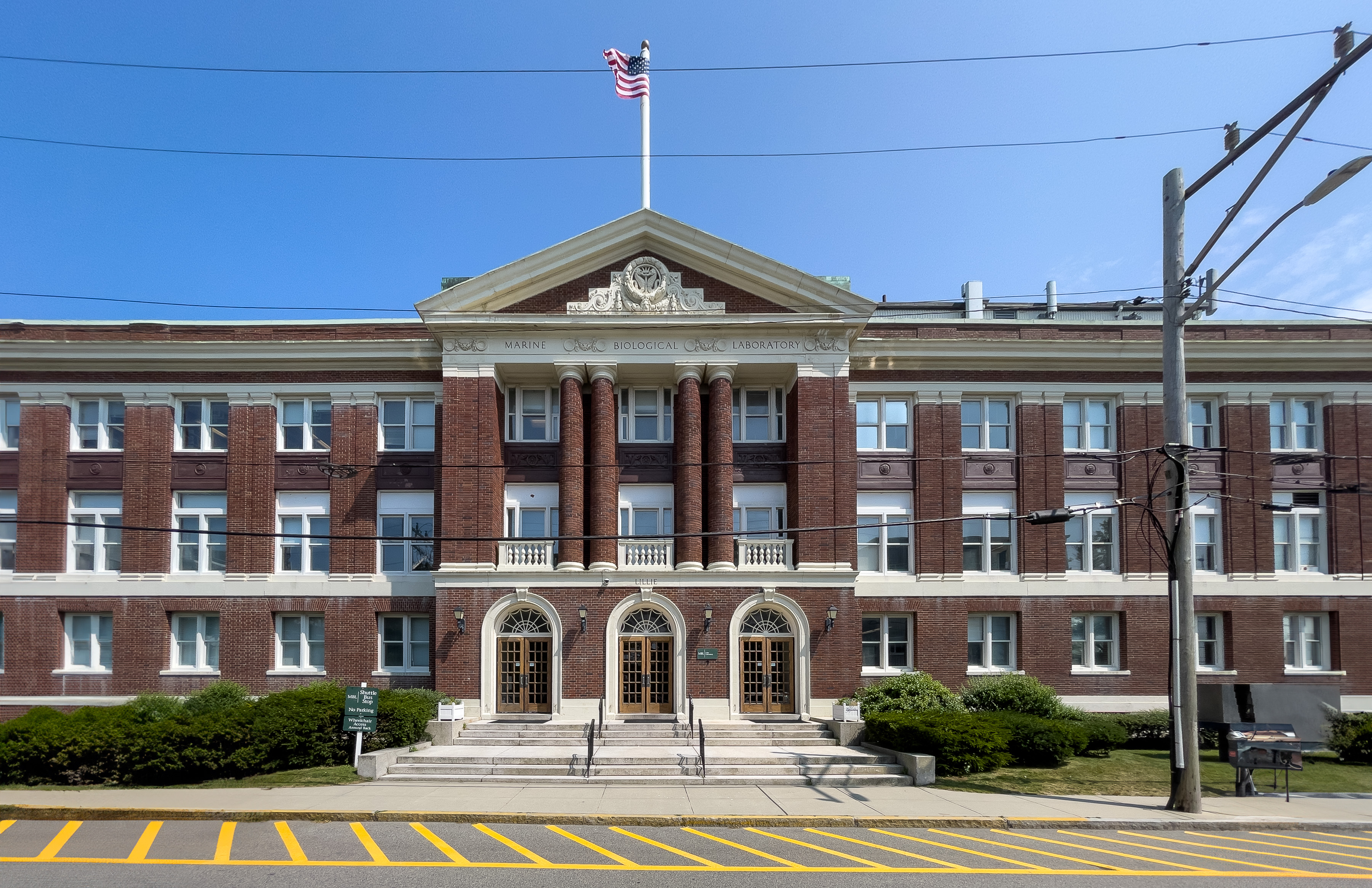

Het Marine Biological Laboratory, gevestigd in Woods Hole op het Amerikaanse schiereiland Cape Cod, is een toonaangevend onderzoekslaboratorium op het gebied van de biologie en de ecologie. Het is opgericht in 1888. Meer dan 50 Nobelprijswinnaars waren op één of andere manier verbonden met het laboratorium.
Sinds 1899 geeft het een eigen wetenschappelijk tijdschrift uit: The Biological Bulletin.